# 彭静
彭静（1968年9月—），女，汉族，四川西昌人，中华人民共和国政治人物。现任重庆静昇律师事务所主任，重庆市律师协会副会长。第十二、十三、十四届全国政协委员。